# 王子定 (楚國)
王子定（？—？），中國戰國時期楚國的王子。舊說皆認為是周朝的王子。
據《史記》及清華簡《繫年》第23章記載，楚聲王死，楚悼王即位，明年（前399年），王子定出奔到晉國，鼓動三晉對楚戰爭，晉、鄭之師聯合入王子定於楚，由於楚將鲁陽公的率師抗擊，沒有成功。
往後數年，南北雙方持續交戰，後某年韓、魏二國率師包圍武陽，魯陽公率師救援，與韓、魏二國之師戰於武陽城下，楚師大敗，魯陽公等人戰死，陳地人反叛，而將王子定迎入陳。
魏將吳起奔楚，楚悼王任用吳起變法強國後「北併陳、蔡」，收復反楚多年了陳、蔡二地。